# Cho Jae-Jin
Cho Jae-Jin, född 9 juli 1981 i Paju, Sydkorea, är en sydkoreansk före detta fotbollsspelare.